# Єжево (гміна)
Гміна Єжево (пол. Gmina Jeżewo) — сільська гміна у північній Польщі. Належить до Свецького повіту Куявсько-Поморського воєводства.
Станом на 31 грудня 2011 у гміні проживало 7977 осіб.

## Площа
Згідно з даними за 2007 рік площа гміни становила 155.93 км², у тому числі:
- орні землі: 36.00%
- ліси: 52.00%

Таким чином, площа гміни становить 10.59% площі повіту.

## Населення
Станом на 31 грудня 2011:
| Опис     | Загалом | Загалом | Чоловіки | Чоловіки | Жінки | Жінки |
| -------- | ------- | ------- | -------- | -------- | ----- | ----- |
| одиниця  | осіб    | %       | осіб     | %        | осіб  | %     |
| все      | 7977    | 100     | 4037     | 50.61    | 3940  | 49.39 |
| міське   | 0       | 100     | 0        |          | 0     |       |
| сільське | 7977    | 100     | 4037     | 50.61    | 3940  | 49.39 |

## Сусідні гміни
Гміна Єжево межує з такими гмінами: Драґач, Джицим, Осе, Швеце, Варлюбе.